# Where’s the Truth?
A Where's the Truth? a dél-koreai F.T. Island együttes hatodik koreai nyelvű stúdióalbuma, mely 2016. július 18-án jelent meg. Az album dalait az együttes tagjai írták. A Take Me Now videóklipje ugyanaznap jelent meg.

## Számlista
| #  | Cím                          | Dalszöveg                                                                                 | Zene                                                                               | Hossz |
| -- | ---------------------------- | ----------------------------------------------------------------------------------------- | ---------------------------------------------------------------------------------- | ----- |
| 1. | Out of Love                  | I Honggi (Lee Hong-gi), Jamil Kazmi                                                       | Hong's Tower                                                                       | 03:52 |
| 2. | Take Me Now                  | I Honggi (Lee Hong-gi), Jamil Kazmi                                                       | Hong's Tower                                                                       | 03:14 |
| 3. | Lose                         | I Dzsedzsin (Lee Jae-jin)                                                                 | I Dzsedzsin (Lee Jae-jin), Kim Dongvon (Kim Dong-won)                              | 04:23 |
| 4. | 가면 (Mask)                  | Cshö Dzsonghun (Choi Jong-hoon)                                                           | Cshö Dzsonghun (Choi Jong-hoon), Han Szunghun (Han Seung-hun)                      | 04:01 |
| 5. | 너에게 물들어 (Becoming You) | Cshö Dzsonghun (Choi Jong-hoon), I Dzsiho (Lee Ji-ho)                                     | Cshö Dzsonghun (Choi Jong-hoon), Ko Dzsinjong (Go Jin-young)                       | 03:52 |
| 6. | Stand By Me                  | I Dzsedzsin (Lee Jae-jin)                                                                 | I Dzsedzsin (Lee Jae-jin), Kim Dzsejang (Kim Jae-yang), Pak Hjonu (Park Hyeon-woo) | 04:04 |
| 7. | Paparazzi                    | Cshö Dzsonghun (Choi Jong-hoon), Szong Szunghjon (Song Seung-hyeon), I Dzsiho (Lee Ji-ho) | Cshö Dzsonghun (Choi Jong-hoon)                                                    | 04:37 |
| 8. | Wonderful Life               | I Honggi (Lee Hong-gi)                                                                    | Hong's Tower                                                                       | 04:31 |
| 9. | We Are...                    | I Honggi (Lee Hong-gi)                                                                    | Hong's Tower                                                                       | 03:30 |